# Lantay Miklós
Lantay Miklós (Budapest, 1964. július 3. – ) magyar rádiós szerkesztő, műsorvezető, a Kontakt Rádió elnök-igazgatója, volt gyermekszínész.

## Élete
1982-ben mechanikai műszerészként végzett Budapest VII. kerületi Hernád utcai szakmunkásképzőben. 1987-ben a Magyar Rádió hangtechnikusi képzését végezte el, majd 1997-ben OKJ-s tanfolyamon szoftverüzemeltetői szakképesítést szerzett.
1976-ban gyermekszínészként szerepelt Grunwalsky Ferenc első filmjében, a Vörös rekviemben, mint Sallai Imre alakítója. 1979-87-ig lemezlovas a XIV. kerületi pártház Vili-Bubu diszkójában, valamint vidéke. 1987-től a Magyar Rádió hangtechnikusa, majd 1992-től hangmestere. Kezdetben hírműsorok, majd a Danubius német és magyar nyelvű adásainak hangtechnikusa volt. 1989-től segédszerkesztő, majd 1997-ig a Budapest XI. kerületében sugárzó Rádió 11-nél hangtechnikus, majd szerkesztő, műsorvezető. 1996-tól szerkesztő-műsorvezetője volt a Start Rádiónak, 2007-ig vidéki rádiócsatornáknál dolgozott: Saturnus Rádió (Gyöngyös), Pilis Rádió, Dunakanyar Rádió, Rádió Eger. 2000-2007-ig az InfoRádiónál dolgozott. 2007-2009-ig a Zoom.hu műszaki igazgatója, 2010-től a Kontakt Rádió, (ma: Broadway Rádió) főszerkesztő-helyettese, majd 2016-tól igazgatója, a rádiót működtető Közösségi Rádiózásért Egyesület elnöke. A Klubrádió technikusa.